# Pietro Lanza di Scalea
Pour les articles homonymes, voir Lanza.
Le prince Pietro Lanza Branciforte di Scalea (Palerme, 20 octobre 1863 - Rome, 29 mai 1938) était un noble et homme politique italien, plusieurs fois ministre.

## Biographie

### Jeunesse
Pietro Lanza Branciforte di Trabia, prince de Scalea, était le fils du sénateur Francesco (deuxième fils du prince Pietro Lanza Branciforte di Scordia, Trabia et Butera) et le descendant de l'une des plus anciennes familles nobles de Palerme. Il est diplômé en droit et épouse la baronne trapanaise Dorotea Fardella. Son frère Giuseppe était maire de Palerme puis sénateur.

### Membre du Parlement et ministre
Président du Conseil provincial de Caltanissetta, il a été élu député du Royaume de 1897 à 1919 et de 1921 à 1929, pour sept mandats. En 1906, il est nommé sous-secrétaire aux affaires étrangères (11 février-1er juin 1906) dans le gouvernement Sonnino I, poste auquel il est reconduit (11 décembre 1909-31 mars 1910) dans le gouvernement Sonnino II. Il a constamment défendu la nécessité d'une expansion en Libye. Il est sous-secrétaire aux affaires étrangères (31 mars 1910-30 mars 1911) et en (30 mars 1911-21 mars 1914).
En 1915, au début de la Première Guerre mondiale, en tant qu'interventionniste, il se porte volontaire dans la cavalerie. Il a participé à la conception et à l'organisation de la Légion tchécoslovaque en Italie.
En 1920, il forme le Parti agraire sicilien (Partito Agrario), qu'il dirige lors des élections qui le ramènent à la Chambre des députés en 1921. 
Avec le baron Lucio Tasca Bordonaro et le duc de Caraci, il crée également le 1er mai 1920, le journal Il Mediterraneo, organe du Parti agraire sicilien.
En 1922, il est nommé ministre de la Guerre (26 février-1er août 1922) dans le gouvernement Facta I. En 1923, après la Marche sur Rome, il adhère au parti national fasciste (en italien, Partito Nazionale Fascista - PNF). Réélu sur la liste fasciste en 1924, il est appelé à diriger le ministère des Colonies dans le gouvernement Mussolini (1er juillet 1924-6 novembre 1926).
Il est membre du Grand Conseil du fascisme de 1924 à 1926. Il reste député jusqu'aux élections de janvier 1929.

### Sénateur
Le 21 janvier 1929, il est nommé sénateur du Royaume et occupe le poste de vice-président du Sénat de 1934 à 1938.

### Décès
À sa mort, des funérailles nationales sont organisées, auxquelles assistent de nombreuses personnalités du régime. Luigi Federzoni, président du Sénat, a reçu les condoléances du ministère de l'Afrique italienne de la part du sous-secrétaire Attilio Teruzzi.
Père de Francesco Giuseppe Lanza Branciforte (1890 - 1954), ce dernier devient le détenteur de tous les titres de la famille Lanza Branciforte di Trabia à la suite de l'extinction de la ligne primogénique de celle-ci avec Don Ottavio († 1938) et qui épousa Teresa De Luca.

#### Fonctions politiques et administratives
- Président du Conseil provincial de Caltanissetta

#### Fonctions et titres
- Membre de la Commission parlementaire d'enquête sur la condition des paysans, leurs rapports avec les propriétaires fonciers et la nature des pactes agraires dans les provinces du Sud et en Sicile (4 décembre 1906).
- Ministre d'État (18 novembre 1926)
- Membre de la Société sicilienne d'histoire de la Patrie (Società siciliana per la storia patria)
- Membre de la Société géographique italienne (Società geografica italiana) (1909)
- Président de la Société géographique italienne (1926-1928)
- Membre correspondant de la Société romaine d'histoire nationale (Società romana di storia patria) (8 juillet 1936)

## Distinctions

### Décorations italiennes
- Chevalier grand-croix décoré du grand cordon de l'ordre des Saints-Maurice-et-Lazare
- Grand officier de l'ordre de la Couronne d'Italie
- Chevalier de la grand-croix décoré du grand cordon de l'ordre colonial de l'Étoile d'Italie - décret royal du 15 août 1924[8].

- Croix du mérite de guerre
- Médaille du mérite pour les volontaires de la guerre italo-autrichienne 1915-1918
- Médaille commémorative de la guerre italo-autrichienne 1915-1918
- Médaille commémorative de l'Unité italienne
- Médaille italienne de la Victoire interalliée

### Décorations étrangères
- Bailliage d'honneur et de dévotion de l'ordre souverain militaire hospitalier de Saint-Jean de Jérusalem, de Rhodes et de Malte
- Chevalier grand-croix de l'ordre national de la Légion d'honneur (France)
- Chevalier grand-croix de l'ordre de Saint-Charles (Monaco)
- Chevalier grand-croix de l'ordre royal de Saint-Sava (Serbie)

## Sources
- (it) Cet article est partiellement ou en totalité issu de l’article de Wikipédia en italien intitulé « Pietro Lanza di Scalea » (voir la liste des auteurs).